# 돌격소총

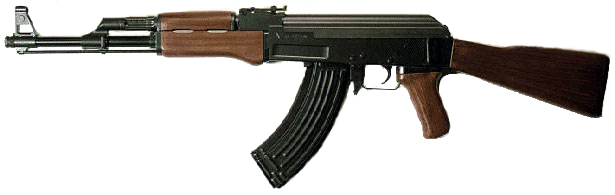
AK-47은 가장 많이 생산된 돌격소총이다.

돌격소총(突擊小銃, 독일어: Sturmgewehr 슈트룸게베어[*], 영어: assault rifle 어썰트 라이플[*], 러시아어: автомат 압따마뜨[*])은 전투소총탄과 권총탄의 중간 정도 위력을 가지는 탄(intermediate-powered ammunition)을 사용하는 자동소총을 말한다. 돌격소총탄으로는 7.62 x 39 mm(AK-47, 키릴문자:АК-47), 5.56 × 45 mm NATO(M16 소총, K2 소총), 5.45 x 39 mm(AK-74) 등이 있다. 기관단총보다 강력한 화력을 제공하면서 경기관총보다 가벼우며, 기존의 전투소총보다 짧은 전장과 많은 수의 탄을 휴대할 수 있다는 장점이 있다. 현재 거의 대부분 국가들의 제식소총은 돌격소총이다.
돌격소총이란 이름은 제2차 세계 대전중에 나치 독일군이 개발한 Stg44에서 유래하였다. 히틀러가 "돌격소총"이란 이름을 붙인 것이다. Stg44의 S가 "돌격"을 의미하는 Sturm이다(이 단어는 본래 "폭풍"이란 의미이며, 히틀러가 선동용으로 즐겨 사용했다.). 이는 현재 아직까지도 많이 사용되는 바이다.

## 역사

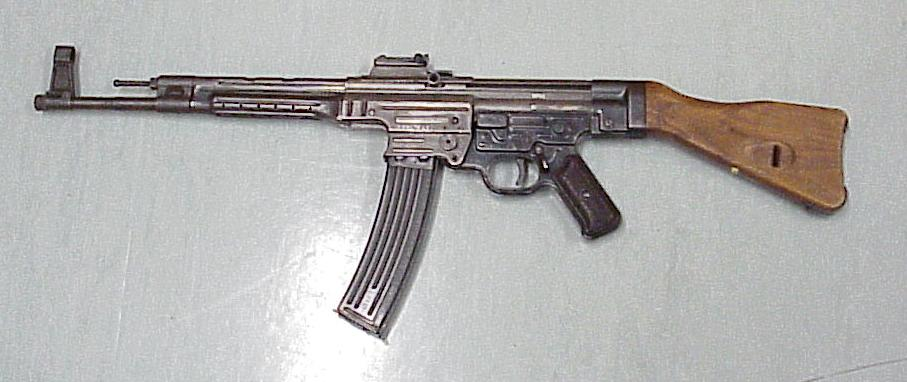
stg44 (독일)

- 최초의 돌격소총은 이탈리아에서 1890년대에 개발한 Cei-Rigotti이지만, 군에 채용되지는 못했다.
- 최초의 제식 돌격소총은 러시아의 Federov Avtomat이지만, 보급 문제로 인해 소수만이 쓰였다.
- 제2차 세계 대전 중 독일은 7.92 × 33 mm 탄을 사용하는 MP43, MP43/1, MP44/Sturmgewehr 44(Stg44:슈투름게베르 44)를 개발하여 양산한다.
- 가장 많이 생산된 돌격소총은 소련의 AK-47이다.

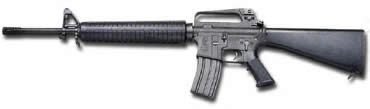
M16A2 소총 (미국)

- 미국은 돌격소총의 채용이 1960년대까지 늦어졌다. 아말라이트사의 AR15를 개량한 M16을 미 공군이 처음으로 기지 경비용으로 채용하였으며, 이후 육군과 해병대로 확대되었다.

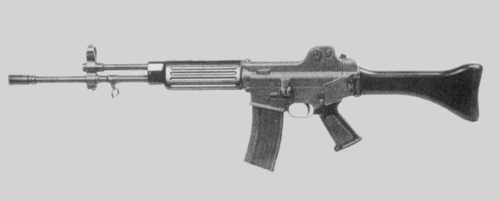
K2 소총 (대한민국)

- 한국군은 베트남전을 통해 처음으로 M16 소총을 확보하였으며 (사실상 미군과 거의 유사한 시기에 지급받은 셈이다.), 1974년부터 M16A1을 국내에서 라이선스 생산한다. 1984년부터는 독자 개발한 돌격소총인 K2를 주력 소총으로 사용하고 있다.

## 같이 보기
- 자동화기
- 자동소총
- 전투소총(배틀 라이플)
- 화기 작동 방식, 가스작동식

## 참고 문헌
1. ↑  Assault Pistols, Rifles And Submachine Guns, D. Long, 1986